# Temporada 2022 del Campeonato de Fórmula Regional de las Américas
La temporada 2022 del Campeonato de Fórmula Regional de las Américas fue la quinta edición de dicho campeonato, y la tercera bajo el nombre de «Fórmula Regional». El sudafricano Raoul Hyman ganó el campeonato de pilotos, y TJ Speed Motorsports el de equipos.

## Equipos y pilotos
| Equipo                      | N.º | Piloto             | Rondas   |
| --------------------------- | --- | ------------------ | -------- |
| Jensen Global Advisors      | 2   | Oliver Westling    | 5-6      |
| IGY6 Motorsports            | 3   | Hayden Bowlsbey    | 1-3, 5-6 |
| Doran-Kroll Racing          | 8   | Alex Kirby         | 1-4      |
| Doran-Kroll Racing          | 95  | Marco Kacic        | 1-3      |
| Doran-Kroll Racing          | 96  | Athreya Ramanan    | 3-4      |
| Velocity Racing Development | 10  | Rodrigo Gutiérrez  | 1-2, 4-5 |
| Velocity Racing Development | 22  | Nico Christodoulou | 1-2      |
| Crosslink Kiwi Motorsport   | 14  | Dylan Tavella      | Todas    |
| Crosslink Kiwi Motorsport   | 24  | Kevin Janzen       | Todas    |
| Crosslink Kiwi Motorsport   | 78  | Ryan Yardley       | Todas    |
| Crosslink Kiwi Motorsport   | 91  | Cooper Becklin     | Todas    |
| Future Star Racing          | 25  | Mac Clark          | 1-3, 5-6 |
| Future Star Racing          | 25  | Aaron Jeansonne    | 4        |
| TJ Speed Motorsports        | 27  | Raoul Hyman        | Todas    |
| TJ Speed Motorsports        | 29  | Nick Persing       | Todas    |
| TJ Speed Motorsports        | 77  | Jason Alder        | Todas    |
| Fuente:                     |     |                    |          |

## Calendario
| Ronda    | Ronda | Circuito                               | Fecha          |
| -------- | ----- | -------------------------------------- | -------------- |
| 1        | C1    | NOLA Motorsports Park, Avondale        | 9 de abril     |
| 1        | C2    | NOLA Motorsports Park, Avondale        | 10 de abril    |
| 1        | C3    | NOLA Motorsports Park, Avondale        | 10 de abril    |
| 2        | C1    | Road America, Elkhart Lake             | 21 de mayo     |
| 2        | C2    | Road America, Elkhart Lake             | 22 de mayo     |
| 2        | C3    | Road America, Elkhart Lake             | 22 de mayo     |
| 3        | C1    | Mid-Ohio Sports Car Course, Lexington  | 25 de junio    |
| 3        | C2    | Mid-Ohio Sports Car Course, Lexington  | 26 de junio    |
| 3        | C3    | Mid-Ohio Sports Car Course, Lexington  | 26 de junio    |
| 4        | C1    | New Jersey Motorsports Park, Millville | 30 de julio    |
| 4        | C2    | New Jersey Motorsports Park, Millville | 30 de julio    |
| 4        | C3    | New Jersey Motorsports Park, Millville | 31 de julio    |
| 5        | C1    | Virginia International Raceway, Alton  | 8 de octubre   |
| 5        | C2    | Virginia International Raceway, Alton  | 8 de octubre   |
| 5        | C3    | Virginia International Raceway, Alton  | 9 de octubre   |
| 6        | C1    | Circuito de las Américas, Austin       | 3 de noviembre |
| 6        | C2    | Circuito de las Américas, Austin       | 3 de noviembre |
| 6        | C3    | Circuito de las Américas, Austin       | 4 de noviembre |
| Fuentes: |       |                                        |                |

## Resultados
| Ronda | Ronda | Ronda                          | Pole Position  | Vuelta rápida | Piloto ganador            | Equipo ganador            |
| ----- | ----- | ------------------------------ | -------------- | ------------- | ------------------------- | ------------------------- |
| 1     | C1    | NOLA Motorsports Park          | Raoul Hyman    | Raoul Hyman   | Mac Clark                 | Future Star Racing        |
| 1     | C2    | NOLA Motorsports Park          |                | Raoul Hyman   | Raoul Hyman               | TJ Speed Motorsports      |
| 1     | C3    | NOLA Motorsports Park          | Jason Alder    | Dylan Tavella | Crosslink Kiwi Motorsport |                           |
| 2     | C1    | Road America                   | Raoul Hyman    | Raoul Hyman   | Raoul Hyman               | TJ Speed Motorsports      |
| 2     | C2    | Road America                   |                | Raoul Hyman   | Jason Alder               | TJ Speed Motorsports      |
| 2     | C3    | Road America                   | Jason Alder    | Raoul Hyman   | TJ Speed Motorsports      |                           |
| 3     | C1    | Mid-Ohio Sports Car Course     | Raoul Hyman    | Raoul Hyman   | Raoul Hyman               | TJ Speed Motorsports      |
| 3     | C2    | Mid-Ohio Sports Car Course     |                | Raoul Hyman   | Raoul Hyman               | TJ Speed Motorsports      |
| 3     | C3    | Mid-Ohio Sports Car Course     | Mac Clark      | Raoul Hyman   | TJ Speed Motorsports      |                           |
| 4     | C1    | New Jersey Motorsports Park    | Raoul Hyman    | Raoul Hyman   | Raoul Hyman               | TJ Speed Motorsports      |
| 4     | C2    | New Jersey Motorsports Park    |                | Dylan Tavella | Dylan Tavella             | Crosslink Kiwi Motorsport |
| 4     | C3    | New Jersey Motorsports Park    | Raoul Hyman    | Dylan Tavella | Crosslink Kiwi Motorsport |                           |
| 5     | C1    | Virginia International Raceway | Raoul Hyman    | Raoul Hyman   | Jason Alder               | TJ Speed Motorsports      |
| 5     | C2    | Virginia International Raceway |                | Raoul Hyman   | Raoul Hyman               | TJ Speed Motorsports      |
| 5     | C3    | Virginia International Raceway | Cooper Becklin | Raoul Hyman   | TJ Speed Motorsports      |                           |
| 6     | C1    | Circuito de las Américas       | Raoul Hyman    | Jason Alder   | Raoul Hyman               | TJ Speed Motorsports      |
| 6     | C2    | Circuito de las Américas       |                | Raoul Hyman   | Jason Alder               | TJ Speed Motorsports      |
| 6     | C3    | Circuito de las Américas       | Raoul Hyman    | Raoul Hyman   | TJ Speed Motorsports      |                           |

## Clasificaciones

### Puntuaciones
| Posición | 1.º | 2.º | 3.º | 4.º | 5.º | 6.º | 7.º | 8.º | 9.º | 10.º |
| Puntos   | 25  | 18  | 15  | 12  | 10  | 8   | 6   | 4   | 2   | 1    |

### Campeonato de Pilotos
| Pos. | Piloto             | NOL | NOL | NOL | ROA | ROA | ROA | MOH | MOH | MOH | NJM | NJM | NJM | VIR | VIR | VIR | COA | COA | COA | Puntos |
| ---- | ------------------ | --- | --- | --- | --- | --- | --- | --- | --- | --- | --- | --- | --- | --- | --- | --- | --- | --- | --- | ------ |
| 1    | Raoul Hyman        | 2   | 1   | 3   | 1   | 2   | 1   | 1   | 1   | 1   | 1   | 2   | 2   | 11† | 1   | 1   | 1   | Ret | 1   | 362    |
| 2    | Dylan Tavella      | 3   | 2   | 1   | 2   | 3   | 4   | 5   | 4   | 2   | 2   | 1   | 1   | 3   | 3   | 10  | 2   | 3   | 7   | 281    |
| 3    | Jason Alder        | 5   | NC  | 2   | 4   | 1   | 2   | 3   | 5   | 5   | 8   | 5   | Ret | 1   | 2   | 9   | 5   | 1   | 6   | 220    |
| 4    | Ryan Yardley       | 6   | 5   | 4   | 3   | Ret | 6   | 4   | 6   | 4   | 3   | 3   | 6   | 2   | 7   | 3   | 3   | 4   | 3   | 204    |
| 5    | Nick Persing       | 7   | 4   | 6   | 5   | Ret | 3   | 2   | 3   | 7   | 5   | 4   | 7   | 7   | 4   | 8   | 6   | 2   | 4   | 178    |
| 6    | Mac Clark          | 1   | 3   | 5   | 7   | 5   | 8   | 7   | 2   | 6   |     |     |     | 4   | 5   | 4   | 4   | 6   | 8   | 160    |
| 7    | Cooper Becklin     | NC  | 8   | 10  | 8   | 7   | 7   | 8   | 7   | 3   | 4   | 6   | 4   | 5   | 6   | 2   | 7   | 9   | 5   | 132    |
| 8    | Oliver Westling    |     |     |     |     |     |     |     |     |     |     |     |     | 8   | 9   | 5   | 8   | 5   | 2   | 48     |
| 9    | Nico Christodoulou | 4   | 6   | 9   | Ret | 4   | 5   |     |     |     |     |     |     |     |     |     |     |     |     | 44     |
| 10   | Rodrigo Gutiérrez  | 10  | 9   | Ret | 10  | 6   | 9   |     |     |     | 7   | Ret | 8   | 9   | 10  | 6   |     |     |     | 35     |
| 11   | Hayden Bowlsbey    | Ret | 11  | Ret | Ret | DNS | 11  | 6   | DNS | 8   |     |     |     | 6   | 8   | Ret | 9   | 7   | DNS | 32     |
| 12   | Marco Kacic        | 8   | 7   | 7   | 6   | Ret | 10  | 9   | 11  | 9   |     |     |     |     |     |     |     |     |     | 29     |
| 13   | Aaron Jeansonne    |     |     |     |     |     |     |     |     |     | 6   | 9   | 3   |     |     |     |     |     |     | 25     |
| 14   | Alex Kirby         | 9   | 10  | 8   | 9   | 8   | 12  | 10  | 8   | 10  | 10  | 8   | Ret |     |     |     |     |     |     | 24     |
| 15   | Athreya Ramanan    |     |     |     |     |     |     | Ret | 9   | NC  | 9   | 7   | 5   |     |     |     |     |     |     | 20     |
| 16   | Kevin Janzen       | 11  | 12  | 11  | 11  | 9   | 13  | 11  | 10  | NC  | 11  | Ret | Ret | 10  | 11  | 7   | 10  | 8   | 9   | 17     |
| Pos. | Piloto             | NOL | NOL | NOL | ROA | ROA | ROA | MOH | MOH | MOH | NJM | NJM | NJM | VIR | VIR | VIR | COA | COA | COA | Puntos |

| Color     | Resultado                                                               |
| --------- | ----------------------------------------------------------------------- |
| Oro       | Ganador                                                                 |
| Plata     | 2.ª plaza                                                               |
| Bronce    | 3.ª plaza                                                               |
| Verde     | Finalizó en los puntos                                                  |
| Azul      | Finalizó sin puntos                                                     |
| Azul      | NC - No clasificado                                                     |
| Violeta   | Ret - No terminó (Carrera)                                              |
| Rojo      | DNQ - No se clasificó                                                   |
| Negro     | DSQ - Descalificado                                                     |
| Blanco    | DNS - No empezó (carrera)                                               |
| Blanco    | WD - Retirado (fin de semana)                                           |
| Blanco    | C - Carrera cancelada                                                   |
| Sin color | DNP - Inscrito pero no participó                                        |
| Sin color | INJ - Lesionado                                                         |
| Sin color | EX - Excluido                                                           |
| Estado    | Resultado                                                               |
| Negrita   | Pole position                                                           |
| Cursiva   | Vuelta rápida                                                           |
| †         | Abandona, pero clasifica al completar el porcentaje requerido para ello |

Fuente: FR Americas.

### Campeonato de Equipos
| Pos. | Equipo                      | NOL | NOL | NOL | ROA | ROA | ROA | MOH | MOH | MOH | NJM | NJM | NJM | VIR | VIR | VIR | COA | COA | COA | Puntos |
| ---- | --------------------------- | --- | --- | --- | --- | --- | --- | --- | --- | --- | --- | --- | --- | --- | --- | --- | --- | --- | --- | ------ |
| 1    | TJ Speed Motorsports        | 2   | 1   | 2   | 1   | 1   | 1   | 1   | 1   | 1   | 1   | 2   | 2   | 1   | 1   | 1   | 1   | 1   | 1   | 652    |
| 1    | TJ Speed Motorsports        | 5   | 4   | 3   | 4   | 2   | 2   | 2   | 3   | 5   | 5   | 4   | 7   | 7   | 2   | 8   | 5   | 2   | 4   | 652    |
| 2    | Crosslink Kiwi Motorsport   | 3   | 2   | 1   | 2   | 3   | 4   | 4   | 4   | 2   | 2   | 1   | 1   | 2   | 3   | 2   | 2   | 3   | 3   | 525    |
| 2    | Crosslink Kiwi Motorsport   | 6   | 5   | 4   | 3   | 7   | 6   | 5   | 6   | 3   | 3   | 3   | 4   | 3   | 6   | 3   | 3   | 4   | 5   | 525    |
| 3    | Future Star Racing          | 1   | 3   | 5   | 7   | 5   | 8   | 7   | 2   | 6   | 6   | 9   | 3   | 4   | 5   | 4   | 4   | 6   | 8   | 186    |
| 4    | Velocity Racing Development | 4   | 6   | 9   | 10  | 4   | 5   |     |     |     | 7   | Ret | 8   | 9   | 10  | 6   |     |     |     | 83     |
| 4    | Velocity Racing Development | 10  | 9   | Ret | Ret | 6   | 9   |     |     |     |     |     |     |     |     |     |     |     |     | 83     |
| 5    | Doran-Kroll Racing          | 8   | 7   | 7   | 6   | 8   | 10  | 9   | 8   | 9   | 9   | 7   | 5   |     |     |     |     |     |     | 77     |
| 5    | Doran-Kroll Racing          | 9   | 10  | 8   | 9   | Ret | 12  | 10  | 9   | 10  | 10  | 8   | Ret |     |     |     |     |     |     | 77     |
| 6    | Jensen Global Advisors      |     |     |     |     |     |     |     |     |     |     |     |     | 8   | 9   | 5   | 8   | 5   | 2   | 48     |
| 7    | IGY6 Motorsports            | Ret | 11  | Ret | Ret | DNS | 11  | 6   | DNS | 8   |     |     |     | 6   | 8   | Ret | 9   | 7   | DNS | 33     |
| Pos. | Equipo                      | NOL | NOL | NOL | ROA | ROA | ROA | MOH | MOH | MOH | NJM | NJM | NJM | VIR | VIR | VIR | COA | COA | COA | Puntos |

Fuente: FR Americas.